# سعيد بن يربوع المخزومي
أبو هُوَد سَعِيدُ بن يَربوع بن عَنكثة بن عامر المخزومي القرشي الكناني (66 ق هـ - 54 هـ / 558م - 674م) صحابي من المؤلفة قلوبهم من أهل مكة المكرمة، أسلم بعد فتح مكة في السنة الثامنة من الهجرة وقيل قبلها وحسن إسلامه، وشهد مع النبي ﷺ غزوة حنين، ثم سكن المدينة المنورة وكانت له بها دار، وعاش طويلاً حتى توفي في خلافة معاوية بن أبي سفيان سنة 54 هـ وله مائة وعشرين عاماً، وقيل أن اسمه كان في الجاهلية صرم فسماه النبي ﷺ سعيداً.
وذكر ابن الأثير الجزري أن سعيد بن يربوع المخزومي عمي في أيام عُمَر بن الخطاب رضي الله عنه فأتاه عُمَر يعزيه بذهاب بصره، وقال: لا تدع الجمعة ولا الجماعة في مسجد رسول الله صلى الله عليه وسلم، فقال: ليس لي قائد، فبعث إليه عُمَر بغلامٍ من السبي. قال ابن حبان: «كان اسم سعيد بن يربوع المخزومي صرما فَسَماهُ النبي صلى الله عليه وسلم سعيداً وكان يُكَنى أبو هُوَد وكان فيمن أعطاهم النبي صلى الله عليه وسلم من المؤلفة يوم حنين توفي سنة أربع وخمسين وله عشرون ومائة سنة وأمه هند بنت سعيد بن بني سهم».

## نسبه
- هو: سَعِيدُ بن يَربوع بن عَنكثة بن عامر بن مخزوم بن يقظة بن مرة بن كعب بن لؤي بن غالب بن فهر بن مالك بن قريش بن كنانة بن خزيمة بن مدركة بن إلياس بن مُضَر بن نزار بن معد بن عدنان المخزومي القرشي الكناني يُكَنى بأبي هُوَد وقيل بأبي يَربوع وقيل بأبي مُرَة وقيل بأبي الحكم.[5]
- أمه هي: هَند بنت سعيد بن رئاب السهمية القرشية.[6]

## زوجاته وأولاده
كان لسعيد بن يربوع المخزومي زوجتين وثمانية أولادً من الذكور وثلاث بنات وهُمَ:
- هند بنت المُطَاع بن عُثَمان بن عمرو التيمية القرشية وولدت له: هُوَد بن سعيد وبه كان يُكَنى أبا هُوَد وهو أكبر ولده، والحَكم بن سعيد وكان يُكَنى أيضاً به أبا الحكم وقيل أنه أكبر ولده، وريطة بنت سعيد، وأم حبيب بنت سعيد، وأمنة بنت سعيد.
- أروى بنت عرين بن عمرو العكية وولدت له: عُبَيد بن سعيد، وعبد الرحمن بن سعيد، وعبد الله بن سعيد، وعَياض بن سعيد، وعَطاء بن سعيد، وعَون بن سعيد.

## وفاته
توفي سعيد بن يربوع المخزومي القرشي في سنة 54 هـ في خلافة معاوية بن أبي سفيان في المدينة المنورة وقِيل في مكة المكرمة وله مائة وعشرين عاماً وقيل مائة وأربع وعشرين عاماً.